# Dánia
Dánia (dánul: Danmark), vagy hivatalos nevén a Dán Királyság (dánul: Kongeriget Danmark) skandináv ország Észak-Európában. Az ország a Jylland félszigeten, valamint több mint 400 kisebb-nagyobb szigeten (melyek közülük csak 76 lakott) fekszik az Északi- és a Balti-tengeren. Szárazföldi határa délen Németországgal, míg tengeri határa északon Norvégiával, keleten pedig Svédországgal van. A Dán Királyság magába foglalja az Atlanti-óceánon található két autonóm területet, Grönlandot és a Feröer-szigeteket. A Hans-sziget révén határos Kanadával. Dánia területe 43 094 négyzetkilométer, amivel a világ 133. és az Európai Unió 22. legnagyobb országa, egyúttal Észak-Európa legkisebb állama. Dánia a világ egyik legrégebbi királyságaként, 1849. június 5-e óta számít alkotmányos monarchiának és parlamentáris demokráciának, felváltva ezzel az abszolút monarchia rendszerét. Jelenlegi uralkodója és államfője X. Frigyes király. A kormány és a nemzeti parlament, azaz a Folketing, az ország fővárosában, egyben legnagyobb városában, Koppenhágában (dánul: København) ülésezik, amely egyben a legfontosabb kereskedelmi központja Dániának. További nagyobb településnek számít még Aarhus, Odense, Aalborg és Esbjerg is.
Az ország 1973 óta tagja az Európai Uniónak és a schengeni övezetnek, valamint a NATO, az Északi Tanács, az OECD, az EBESZ és az ENSZ tagja is. Az ország lakossága részesül a skandináv szociális ellátórendszerből, amely finanszírozza az állampolgárai számára a társadalombiztosítást, az egészségügyi szolgáltatásokat és az oktatást. A skandináv országokhoz hasonlóan Dánia is előkelő helyet foglal el számos nemzetközi felmérésben, amely az oktatást, az emberi fejlettséget, a szabadságjogokat és az egyenlőséget is érinti. A jövedelmi egyenlőség tekintetében az első helyet foglalja el, továbbá itt az egyik legmagasabb az egy főre jutó jövedelem a világon, valamint gyakran rangsorolják úgy, mint a világ legboldogabb országa. Egy 2008-as felmérés alapján Új-Zéland mellett itt a legkisebb a korrupció a világon.

## Földrajz
Lásd még: a Dánia földrajza, valamint a Grönland- és a Feröer-szigetek földrajza cikkeket

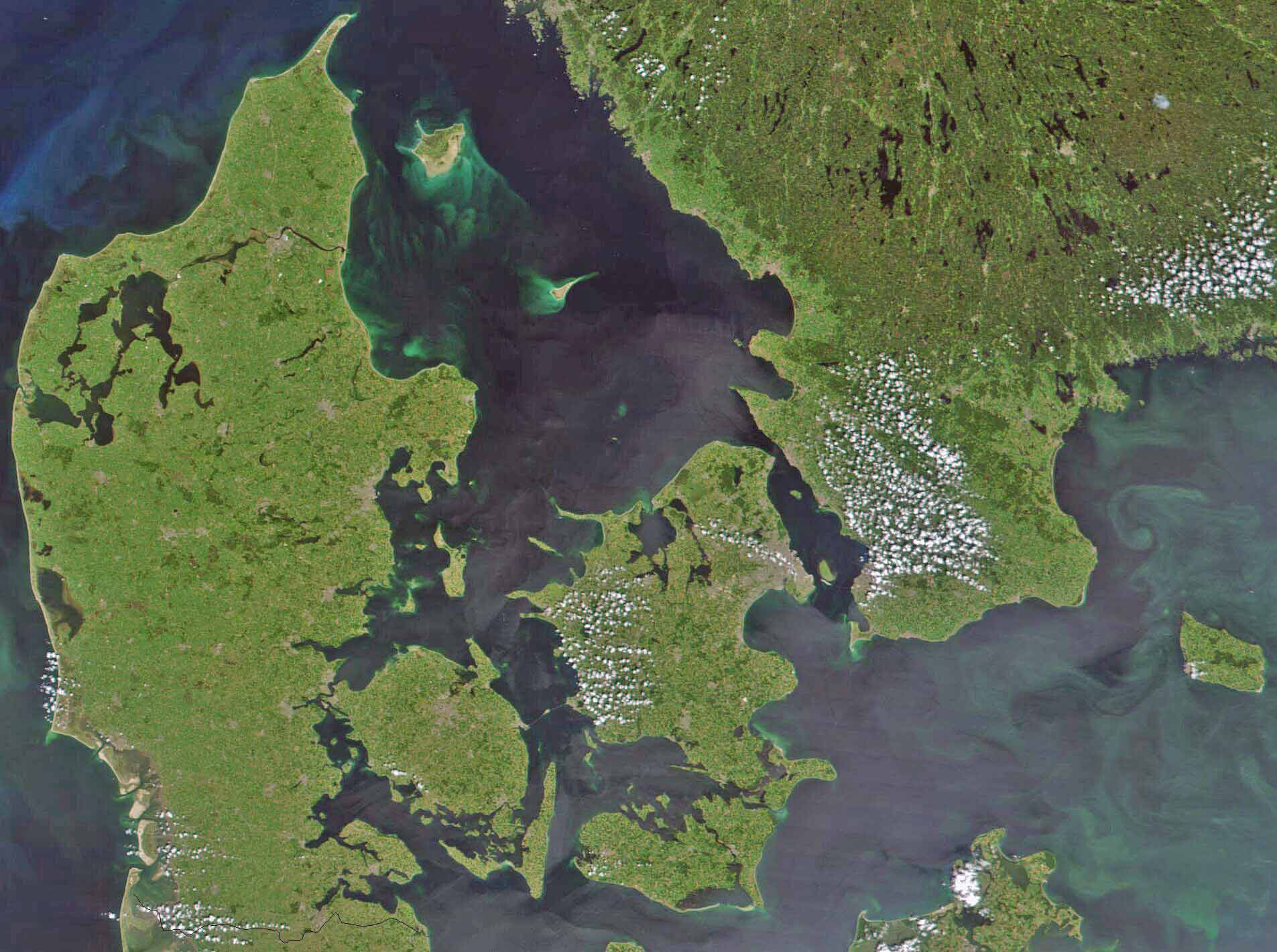
Műholdfelvétel a Jylland félszigetről és a Balti-tenger szigeteiről, a jobb felső sarokban pedig Svédország déli része

Dánia Észak-Európában, a Jylland félszigeten és további 443 szigeten terül el, amelyek közül mindössze 76 lakott. A három legnagyobb szigetet Sjælland, Fyn és Bornholm jelentik. A kisebb-nagyobb szigetek túlnyomó részt a Balti-tengerben találhatók, míg a nyugati, Északi-tengeri partszakasz szigetektől mentesebb vízterület. A nagyobb szigeteket hidak kötik össze a szárazfölddel, ilyen például a Svédországot a Sjælland szigettel az Øresund tengerszoroson át összekötő Øresund híd. A hidakon kívül a szigetek között kompok vagy kisrepülőgépek is biztosítják az összeköttetést. Az ország szárazföldön Németországgal (68 kilométer hosszan) és 2022 óta a Nares-szorosban lévő kicsiny Hans-szigeten Kanadával határos; szomszédos országának sorolják még a tőle északkeletre lévő Svédországot és a tőle északra fekvő Norvégiát.
Az ország nagyrészt sík terület, jelentősebb kiemelkedések nélkül. Legmagasabb pontja az Yding Skovhøj (172,54 m), legmagasabb természetes kiemelkedése a Møllehøj (170,86 m), az átlagos tengerszint feletti magasság 31 m. A dán fennhatóság alá tartozó Grönland legmagasabb pontja a 3 700 m magas Gunnbjorn-hegy. Legmélyebb pontja (Lammefjord) 7 méterrel fekszik a tenger szintje alatt. A vízfelület nagysága 700 km2, az ország területének 1,62%-a.

### Vízrajz
Az ország partvonala erősen tagolt, hossza több mint 8 750 km. Nincs olyan pont az országban, amelynek a tengertől való távolsága meghaladná az 52 km-t. Az ország területe nem határozható meg pontosan, mivel az erózió folyamatosan alakítja a partvonalat, ugyanakkor mesterségesen területeket hódítanak el a tengertől. Jylland délnyugati partvidékén az 1–2 m magas árapály miatt 10 km széles az árapálysíkság. Legfőbb folyója a Gudena.

### Éghajlat
Éghajlata a mérsékelt övbe tartozik. A telek enyhék (0,5 °C körüli átlaghőmérséklet), a nyarak pedig hűvösek (16 °C). Erős széljárás jellemző, különösen a téli időszakban. Az esős napok száma évi átlagban 170; az őszi hónapok a legesősebbek.
Az ország északi fekvése miatt a nappalok hossza az év folyamán jelentősen változik. Télen a legrövidebb napokon a nap fél kilenc után kel és háromnegyed négy előtt nyugszik, míg nyáron fél öttől este tízig is fent lehet a nap.

### Élővilág, természetvédelem
Dánia természetes növénytakarója: vegyes (lombhullató és tűlevelű fajokat egyaránt tartalmazó) erdők. Az intenzív növénytermesztés miatt ebből kevés maradt.
Többféle környezeti veszéllyel kell szembenézni Dániának:
- a levegő szennyeződése, különösen a járműforgalom és a hőerőművek károsanyag-kibocsátása miatt
- az Északi-tenger elszennyeződése nitrogénnel és foszforral
- az ivóvíz és a talajvíz elszennyeződése az állattenyésztés és a növényvédő szerek miatt.

A dán kormány csatlakozott több nemzetközi egyezményhez, hogy gátolja a környezet leromlását és a globális felmelegedést.

### Nemzeti parkok
- Északkelet-grönlandi Nemzeti Park

## Történelem

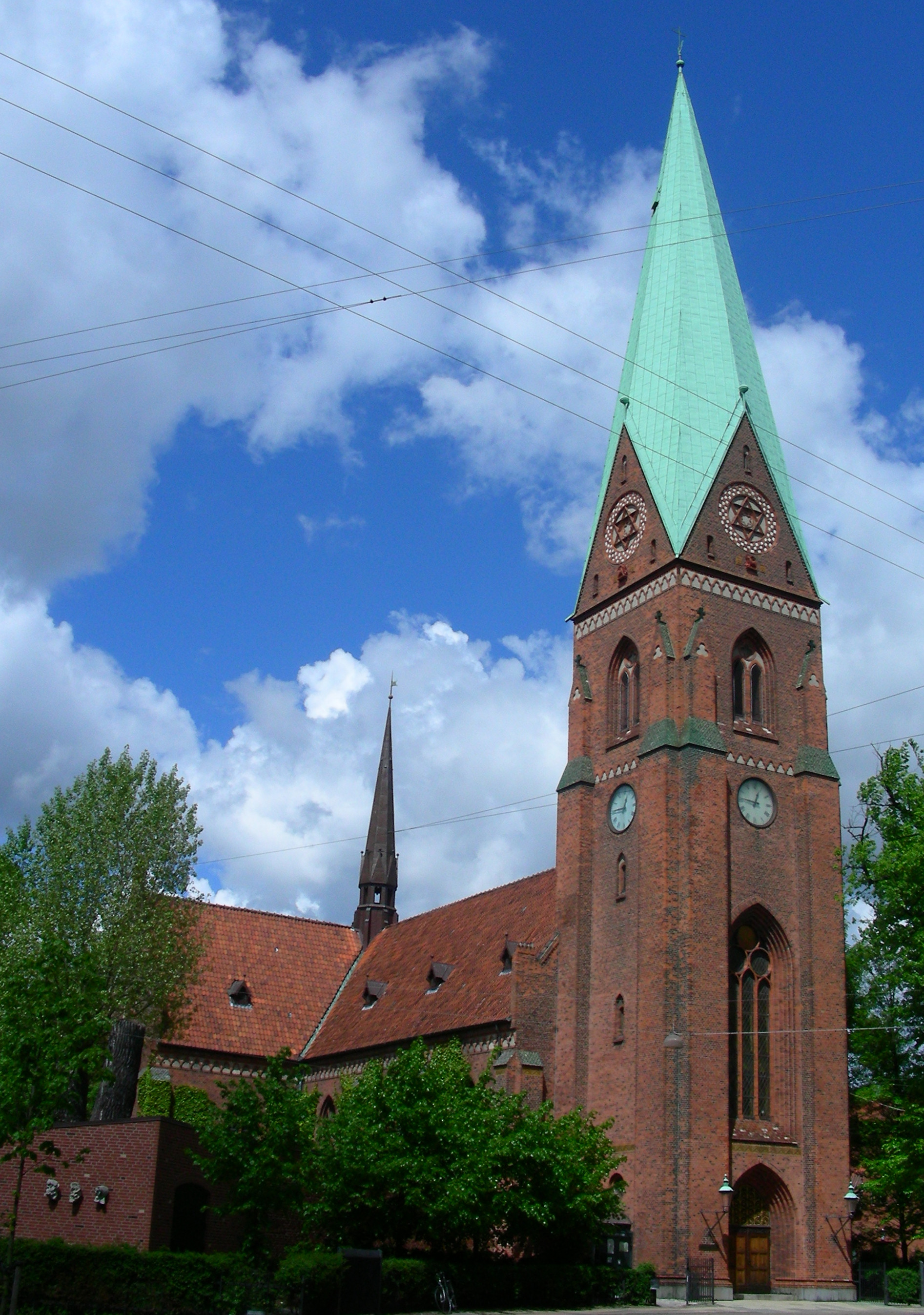
A koppenhágai Szent Kereszt templom

A mai Dánia területe a régészeti emlékek tanúsága szerint kb. Kr. e. 12500 óta folyamatosan lakott; a földművelés Kr. e. 3900 körül kezdődött. A rómaiak kereskedelmi kapcsolatokat tartottak fenn az itteni népességgel.
A dánok elődei 1 és 400 között érkeztek a területre. Ekkorra a korábban itt lakó jütök áttelepedtek Britanniába, ahol az angolokkal és a szászokkal együtt angolszászokká olvadtak össze. 700 körül a királyi hatalom megerősödött, és ebben az időszakban alapították a legrégebbi dán várost, Ribét is.
A 8. századtól a 10. századig a dánokat (a svédekkel és norvégokkal együtt) viking néven ismerték. A vikingek Európa-szerte kereskedtek, fosztogattak és gyarmatosítottak. Viking felfedezők bukkantak rá Izlandra útban Feröerre, sőt Grönlandra és Amerika partjaira is elvetődtek. Ideiglenesen uralmuk alá vonták Anglia, Írország és Franciaország egyes részeit is (róluk kapta például a nevét Normandia). A dánok II. Knut dán király (1016–1035) királysága alatt uralták a legnagyobb területet Észak-Európában (Dánia, Dél-Svédország, Norvégia, Anglia).
Kereskedelmi útvonalakat szerveztek Grönlandtól az orosz folyók közbeiktatásával egészen Konstantinápolyig. 9. századi frank források (pl. Notker Balbulus műve) bizonyítják először a dánok létezését. Ezek egy Gudfred nevű királyról számolnak be, aki a mai Holstein területén jelent meg egy flottával, majd diplomáciai tárgyalásokat folytatott a frankokkal. 808-ban Gudfred megtámadta az abodritákat és elfoglalta Reric városát.
A dánokat 965-ben I. (Kékfogú) Harald, Dánia második elismert királya egyesítette és térítette keresztény hitre.
A késő középkorban a dán királyok uralták Skånelandot (Skåne, Blekinge és Halland tartományok), Dán Észtországot, valamint az észak-németországi Schleswig és Holstein hercegségeket. 1397-ben Dánia a kalmari unióban egy korona alatt egyesült Svédországgal és Norvégiával, ami 1523-ban Svédország kilépésével felbomlott. A reformáció 1536-ban érte el Dániát: az ország evangélikus lett. Ugyanebben az évben unióra lépett Norvégiával.
Az ezt követő két és fél évszázad folyamatos háborúskodást hozott Svédországgal. Az 1658-as roskildei béke nyomán Skåneland Svédországhoz került. A Norvégiával való uniót az 1814-es kieli béke bontotta fel, amikor Norvégia unióba lépett Svédországgal (1905-ig). Dán uralom alatt maradt Grönland, Izland és Feröer. Távolabbi gyarmatai voltak Dán India 1620–1869, Dán Aranypart (Ghána) 1658–1850 és Dán Nyugat-India (Amerikai Virgin-szigetek) 1671–1917 között.

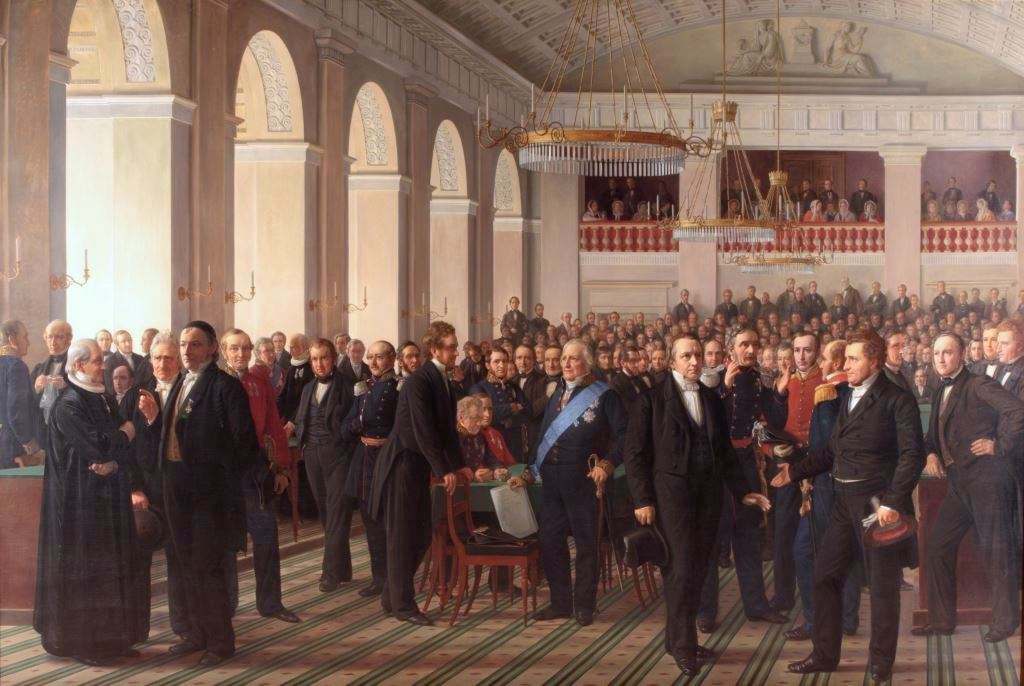
Alkotmányozó gyűlés 1848-ban, Koppenhágában

A dán liberális és nemzeti mozgalmak az 1830-as években kaptak erőre, és az 1848-as európai forradalmak hatására Dánia 1849. június 5-én alkotmányos monarchia lett.
A porosz–osztrák–dán háborút követően Dániának 1864-ben le kellett mondania Schleswig-Holsteinről Poroszország javára. Ez a vereség mély nyomokat hagyott a dán nemzeti öntudatban, és ennek a vereségnek köszönhető a háborút követő dán semlegességi politika, amely lehetővé tette Dánia semlegességét az első világháború alatt. A háborút követően Versaillesban felajánlották Dániának Schleswig-Holsteint a győztes hatalmak, de Dánia – félve a német irredentizmustól – ragaszkodott ahhoz, hogy népszavazás döntsön a terület hovatartozásáról. Észak-Schleswigben 1920. február 14-én[forrás?] tartottak népszavazást. A lakosság 75%-a Dánia mellett döntött, s ennek megfelelően Észak-Schleswiget (Sønderjylland) még abban az évben visszacsatolták.
Semlegessége ellenére Németország 1940. április 9-én megszállta Dániát. Habár eleinte a németek engedélyezték az önkormányzást (ennek 1943-ban vetettek véget az erősödő ellenállási mozgalomnak köszönhetően), Dánia katonai megszállás alatt volt a második világháború alatt. A dánok erősen rokonszenveztek a Szövetségesekkel; 1 900 dán rendőrt tartóztatott le és internált a Gestapo.
1945 februárjában 12 000 magyar katona jelentősebb katonai kiképzés nélkül került Dániába, ahol átvették az innen az orosz és a nyugati frontra átirányított német katonák helyét, és gyakorlatilag őrző feladatokat folytattak a német megszállók parancsnoksága alatt. A megbízhatatlan szövetségesnek tartott magyaroknak a németek nem mertek fontos katonai feladatokat adni: vasutakat és hidakat őriztek, néha pedig egyszerű munkaszolgálatos feladatokra küldték őket. 1945. április 22-én a Koppenhágában, a Királyi Testőrség kaszárnyájában elszállásolt magyar katonák fellázadtak az azonnali frontra küldő német parancs ellen. Órákon át ropogtak a fegyverek Koppenhága belvárosában a túlerőben lévő németek és a gyengén felfegyverzett magyarok közt. A magyar csapatoknak májusban a dán–német határt átlépve ismét el kellett hagyniuk Dániát. A haza felé vezető út több német fogolytáboron keresztül vezetett. Azok közül akiket Bornholm szigeten a szovjetek „szabadítottak fel” csak kevesen tértek vissza Magyarországra a szovjet hadifogságból.
A háború alatt Izland kikiáltotta függetlenségét, Feröer pedig széles körű autonómiát kapott 1948-ban. Dánia alapító tagja volt a NATO-nak és az ENSZ-nek, és 1973-ban csatlakozott az Európai Gazdasági Közösséghez (a későbbi Európai Unióhoz). 1979-ben Grönland is autonómiát kapott.
Kis mérete ellenére Dánia számtalan komoly hadi- és humanitárius akcióban vett részt, többek között az ENSZ és NATO vezette műveletekben Cipruson, Bosznia-Hercegovinában, Koreában, Egyiptomban, Horvátországban, Koszovóban, Etiópiában, Irakban, Afganisztánban és Szomáliában.

## Államszervezet és közigazgatás

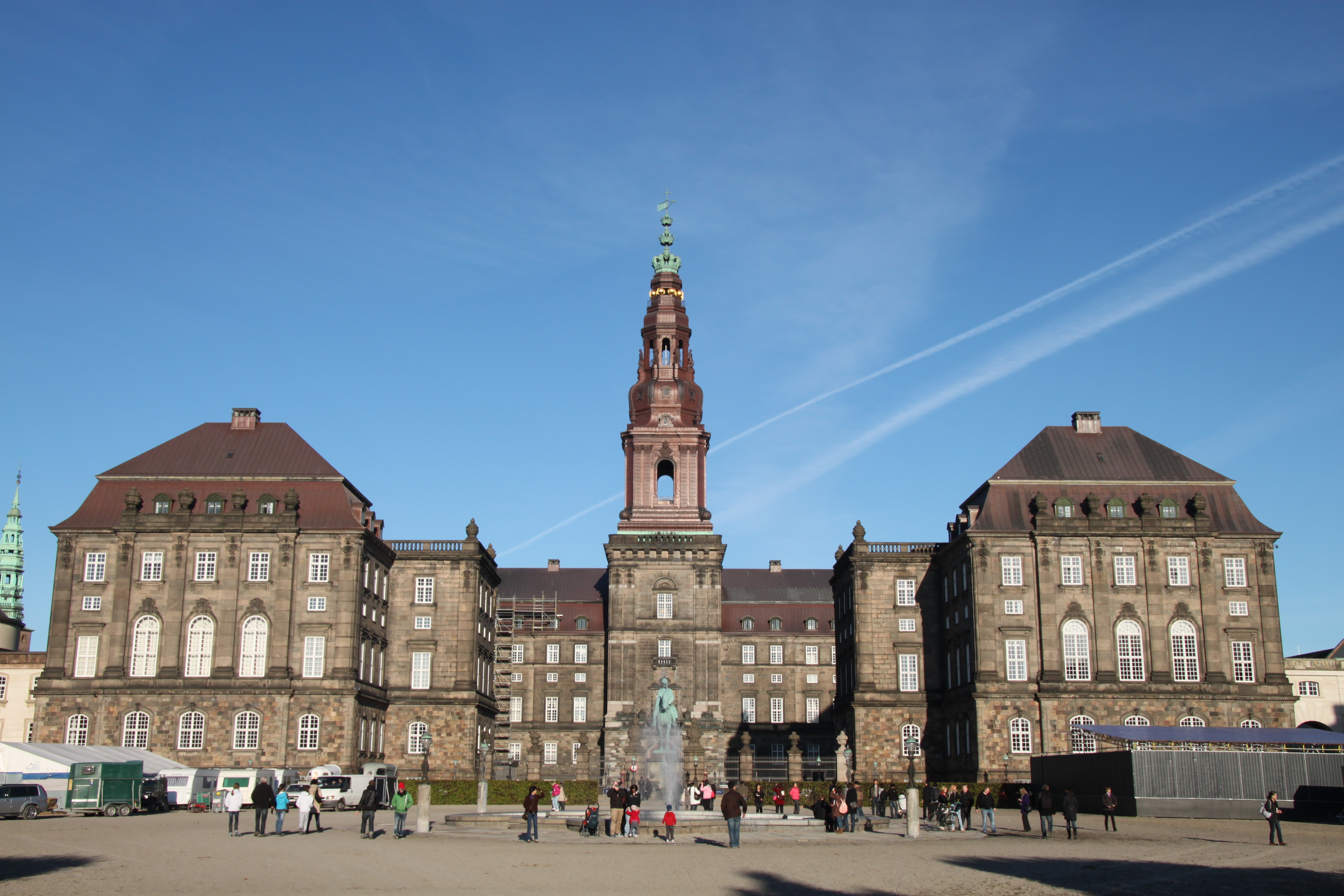
A Christiansborg palota, a parlament székháza

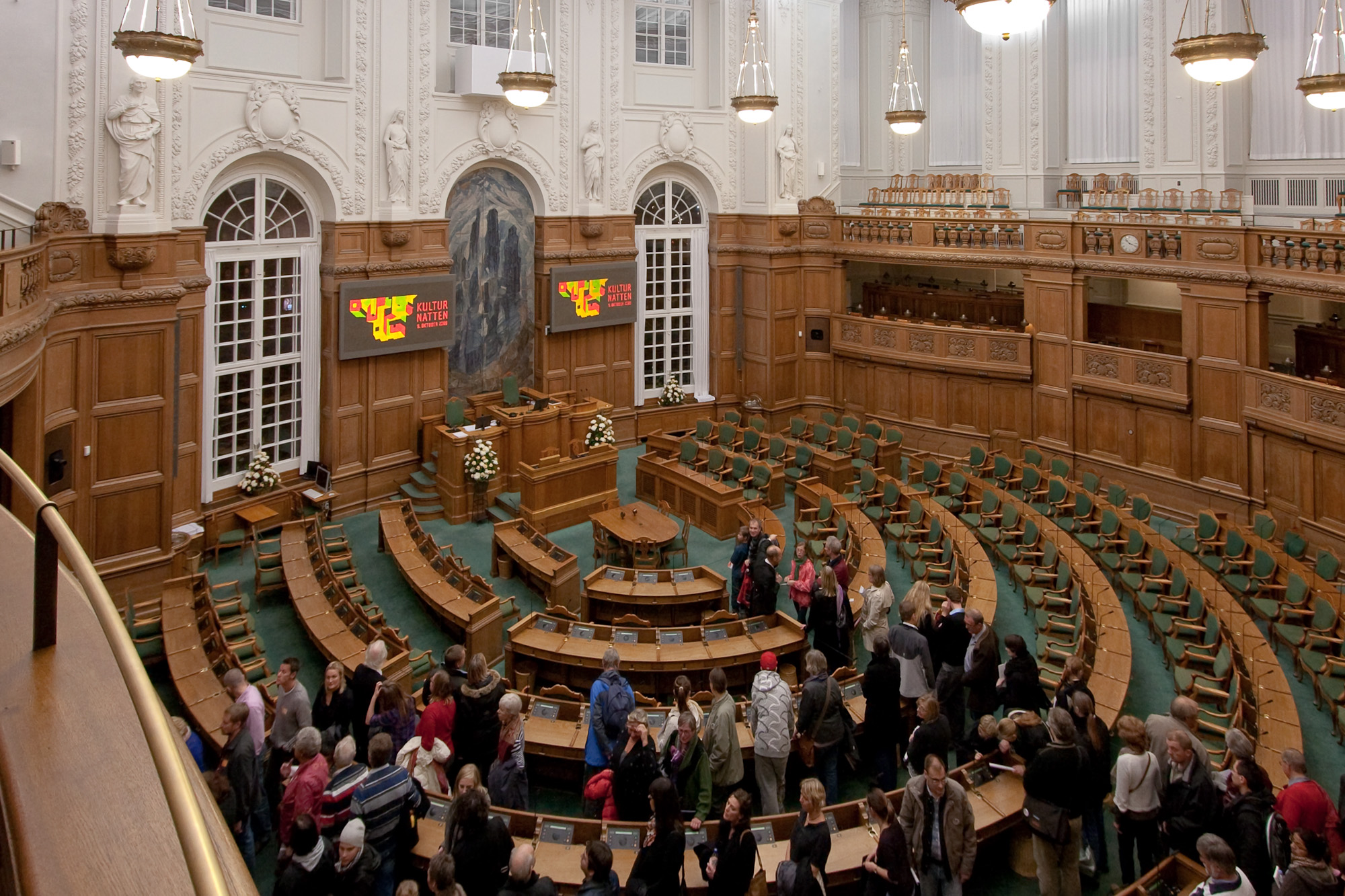
A parlament (Folketing) ülésterme

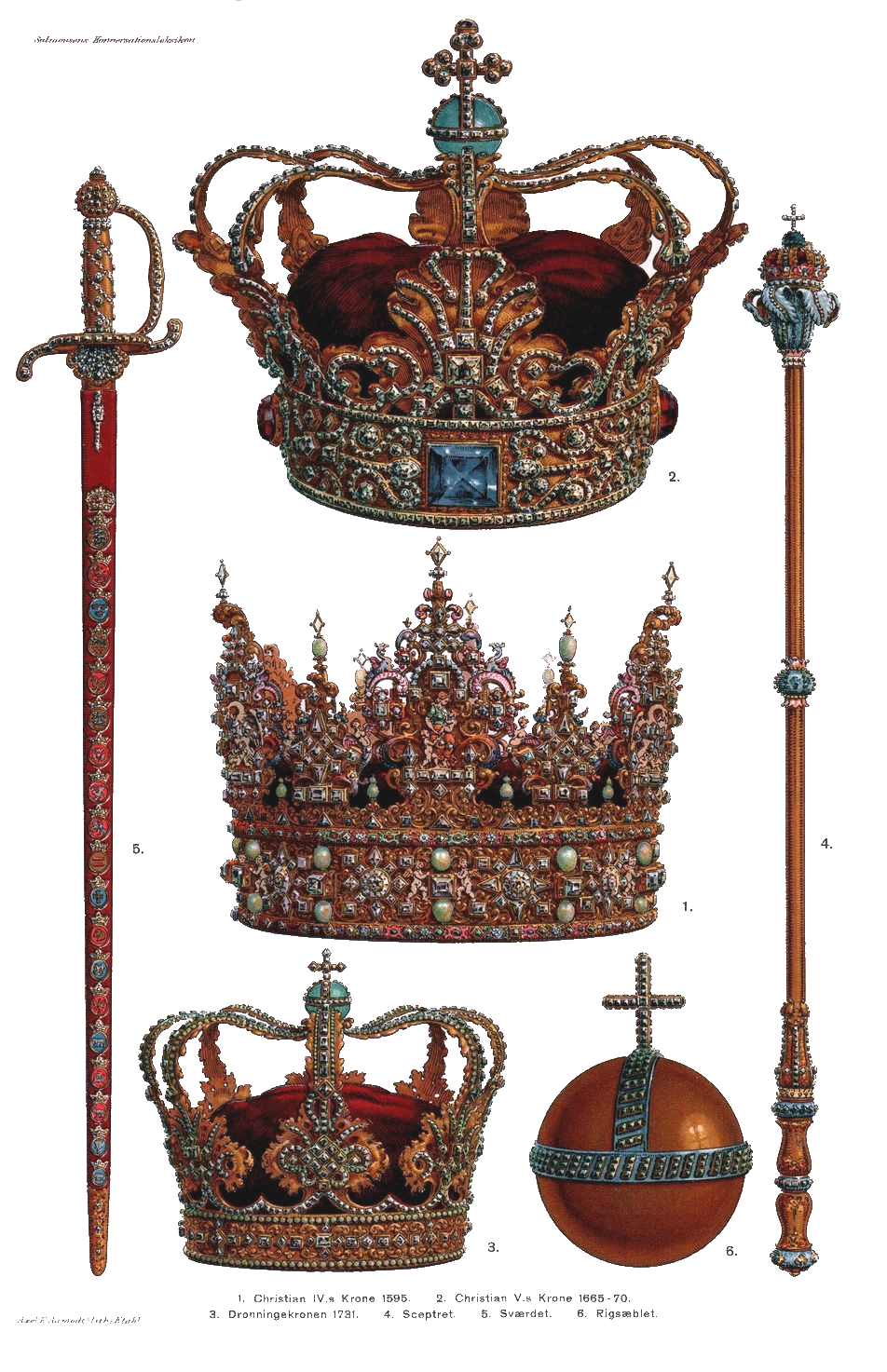
A Dán Királyság koronaékszerei

### Alkotmány, államforma
A Dán Királyság államformája 1849 óta alkotmányos monarchia. A hatályos alkotmány 1953. június 5-én lépett érvénybe; ekkortól egykamarás a parlament és ez tette lehetővé azt is, hogy az államfő nő legyen.
A jelenlegi államfő X. Frigyes király.

### Végrehajtás, törvényhozás, igazságszolgáltatás

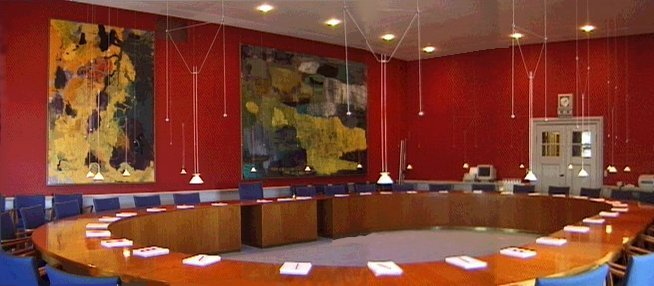
A külügyi bizottság ülésterme a Folketingben

A végrehajtó hatalom elvileg az államfő kezében van, de azt ténylegesen a kormány: a miniszterelnök (Mette Frederiksen) és a többi miniszter gyakorolja. A miniszterek a törvényhozó hatalom letéteményesének, a parlamentnek felelősek.
A parlament neve Folketing. 179 tagját az arányos többségi elven választják; 2-2 képviselőt Grönland és Feröer delegál. Parlamenti választásokat legalább négy évente tartanak, de a miniszterelnök hamarabb is kiírhat választásokat. Az általános választójog a 18 év feletti állampolgárokra vonatkozik. Bizalmatlansági szavazással a parlament visszahívhatja a kormányt.
2019 júniusa óta Mette Frederiksen, a baloldali szociáldemokrata párt tagja a miniszterelnök. A második világháború óta a legtöbb kormányt egyébként a szociáldemokraták alkották, jóllehet befolyásuk sosem volt olyan erős, mint Svédországban.
A legfelsőbb bíróság tagjait az uralkodó nevezi ki élethosszig tartó pozíciójukba.
Lásd még: Folketing

### Közigazgatási beosztás
2007. január 1-én lépett életbe Dániában a közigazgatási reform. Ennek keretében a 13 megyét 5 régió váltotta fel, és a községek száma 270-ről 98-ra csökkent (ezek vették át a korábbi megyék feladatainak nagy részét).
Dánia régiói és székhelyeik:
- Hovedstaden – Hillerød
- Midtjylland – Viborg
- Nordjylland – Aalborg
- Sjælland – Sorø
- Syddanmark – Vejle

Dániához tartozik, de széles körű autonómiával bír két önkormányzattal rendelkező terület (selvstyrende områder):
- Feröer (dánul: ’Færøerne’, feröeriül: ’Føroyar’) – fővárosa Tórshavn
- Grönland (dánul: ’Grønland’, grönlandi nyelven Kalaallit Nunaat – fővárosa Nuuk (dánul: ’Godthåb’)

Feröer és Grönland 2-2 képviselőt küld a 179 tagú Folketingbe.

### Védelmi rendszer
Dániában a férfiakra általános hadkötelezettség vonatkozik 18 éves kortól. A kezdeti kiképzés 4 és 12 hónap között változik, a specializációtól függően. A tartalékosokat a kiképzés után a mobilizációs egységekhez helyezik. A nők önkéntes szolgálatot láthatnak el.
Az ország 1949 óta a NATO tagja. A honvédelmi kiadások a GDP 1,3%-át teszik ki. Békeidőben a Dán Védelmi Minisztérium kb. 33 000 embert alkalmaz. A hadsereg három legkomolyabb nemzetközi missziója Afganisztán (ISAF), Koszovó (KFOR) és Libanon (UNIFIL). 2003 és 2007 között kb. 460 dán katona harcolt Irakban.

## Népesség

### Általános adatok

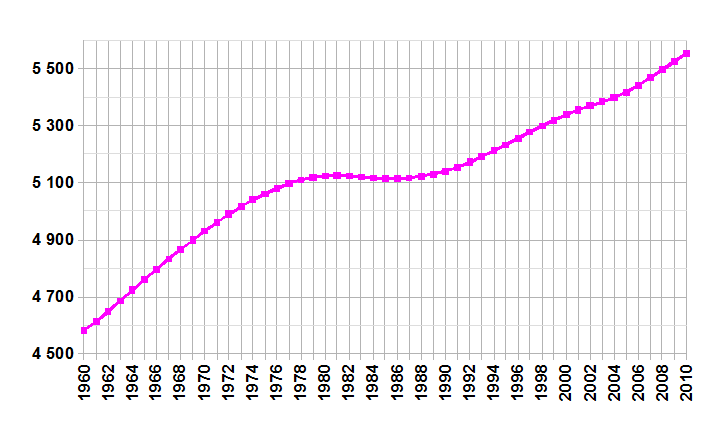
A népesség növekedése 1961 és 2003 között

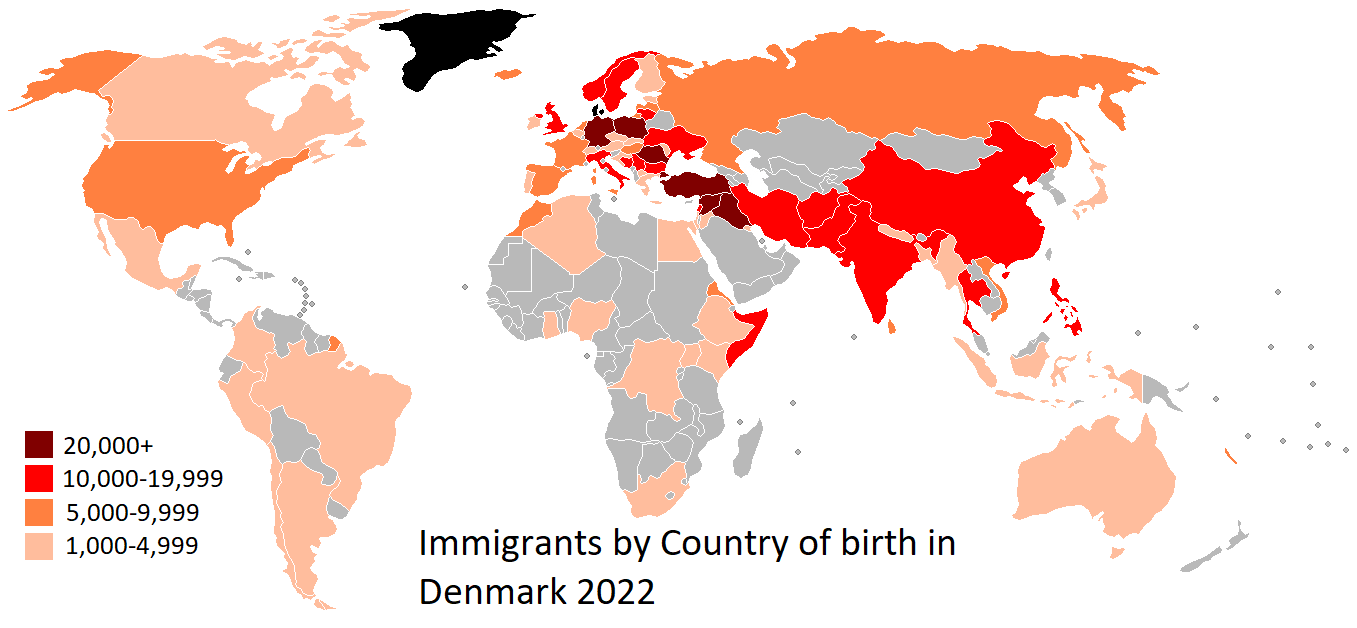
A Dániában élő külföldiek származási országa 2003-ban

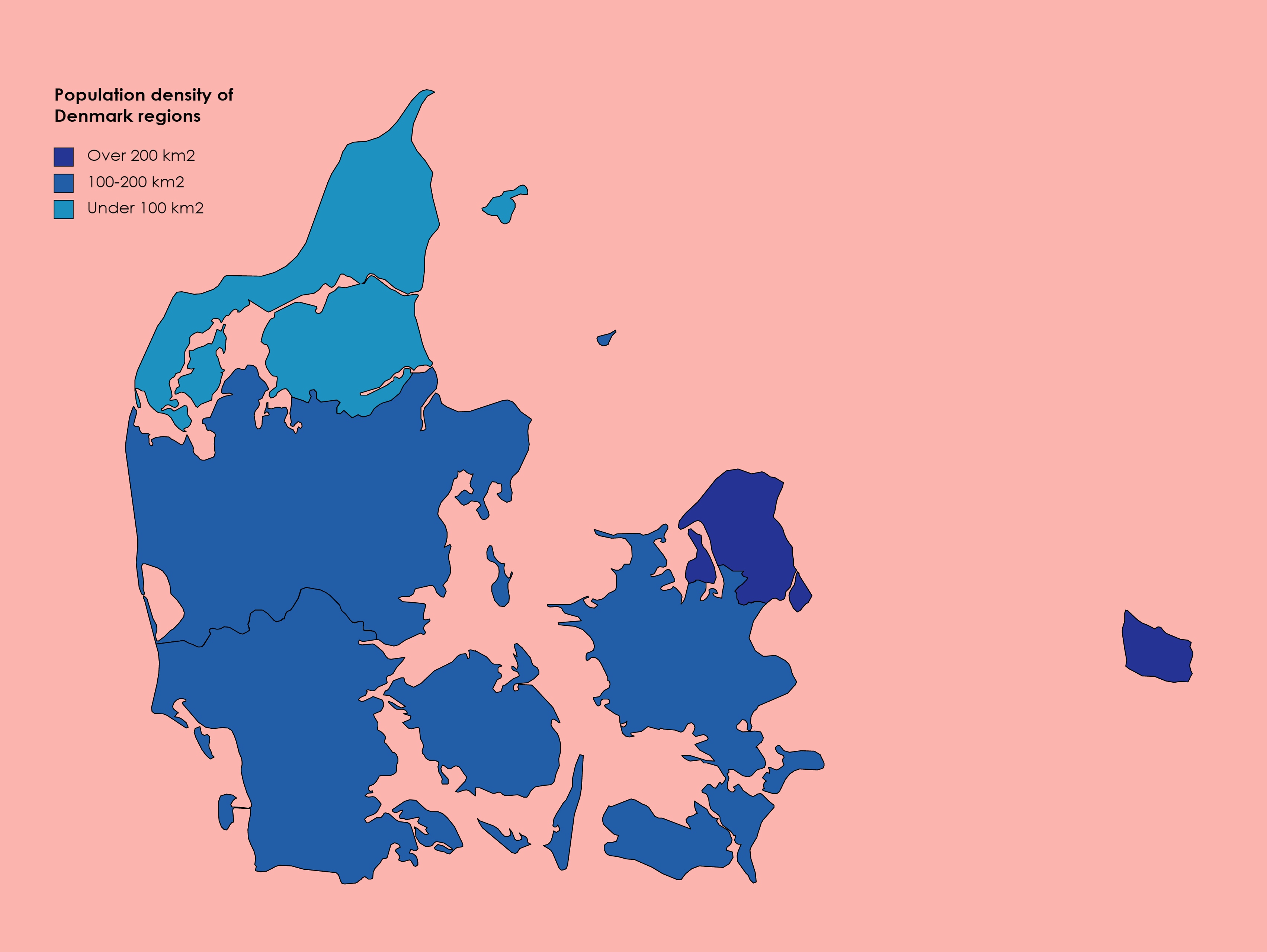
Dánia népsűrűsége 2021-ben

Dánia lakossága 5 827 463 fő (2019. okt. 1.). A legfontosabb demográfiai mutatók:
- Teljes termékenységi arányszám: 1,74 (2009)
- Népességnövekedési ráta: 0,28% (2009)
- Születési ráta: 10,54 születés/1000 fő (2009)
- Halálozási ráta: 10,25 halálozás/1000 fő (2008)
- Csecsemőhalandósági ráta: 4,34 halálozás/1000 élve születés (2009)
- Születéskor várható élettartam: 78,3 év (2009)
  - Férfiak: 75,96 év
  - Nők: 80,78 év[7]

A népesség területi eloszlása egyenlőtlen. A Nagy-Bælttől keletre eső országrész népsűrűsége 254 fő/km2, míg a nyugati részé 91 fő/km2. Dánia Észak-Európa legsűrűbben lakott országa.

### Népességének változása
| Lakosok száma | 3 550 656 | 4 585 256 | 4 937 579 | 5 655 750 | 5 699 220 | 5 707 251 | 5 789 957 | 5 827 463 | 5 822 863 |
|               | 1930      | 1960      | 1970      | 2014      | 2015      | 2016      | 2018      | 2019      | 2020      |

### Etnikumok
Dánia népességének túlnyomó többsége skandináv származású. Népcsoportok: dán – 97%, német – 2%, egyéb skandináv népek, török – 1%.
A bevándorlók és leszármazottaik aránya 2005-ben a népesség 8,5%-a.

### Nyelv
A dán nyelvet mindenütt beszélik az országban. A német határ mentén a németet is ismerik (itt egy kis létszámú német kisebbség is él), és sok dán folyékonyan beszéli az angolt is.

### Vallási megoszlás
2010. januári adatok szerint Dánia lakosságának 80,9%-a az evangélikus Dán Népegyház (Den Danske Folkekirke) tagja. A fennmaradó rész többsége (3%) más keresztény felekezetekhez – így más protestáns egyházakhoz, illetve a katolikus egyházhoz – tartozik, míg a muszlimok aránya 2% körül van. Dániában vallásszabadság van, és számos kisegyház és más közösség létezik a népegyházon kívül.

## Gazdaság

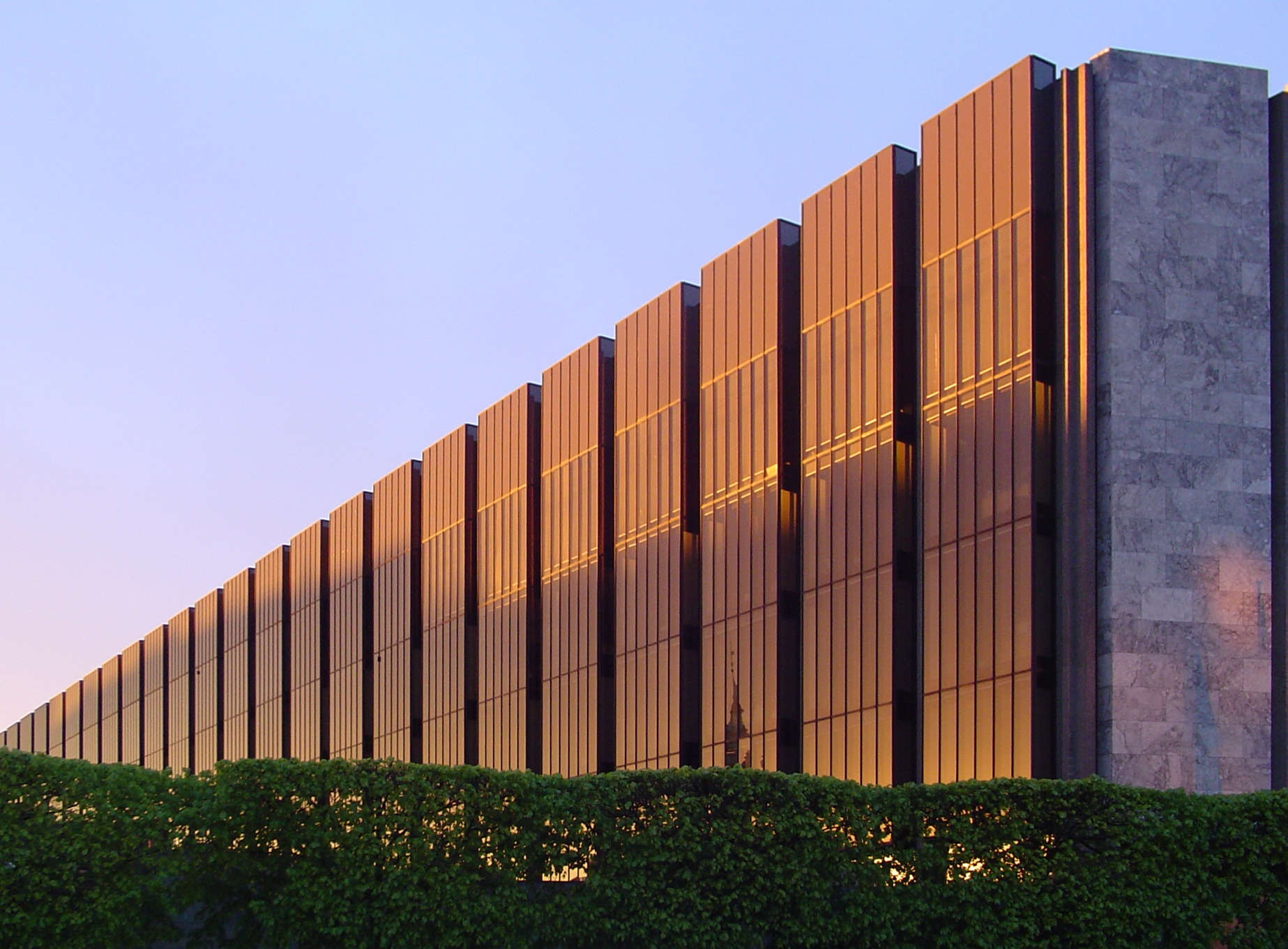
A Dán Nemzeti Bank székháza

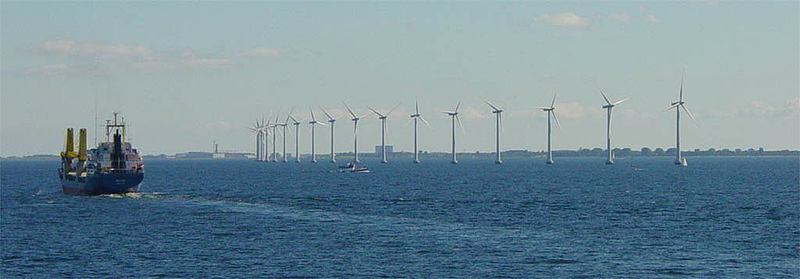
Szélfarm Koppenhága közelében

Dánia modern piacgazdaság, a Világgazdasági Fórum 2009–2010-es listája szerint a világ ötödik legversenyképesebb országa. Korszerű mezőgazdasággal (jelentős a tejelő és vágómarhatartás valamint a gabonatermesztés), versenyképes kis- és nagyvállalati körrel, kiterjedt állami jóléti rendszerrel, magas életszínvonallal és stabil nemzeti fizetőeszközzel büszkélkedhet; gazdasága nagyban függ a külkereskedelemtől. Az ország nettó energia- és élelmiszerexportőr, fizetési mérlege pozitív és nettó külső adóssága nulla. Jelentős a 105 000 km2-es tengeri terület is.
Dánia nemzeti fizetőeszköze a dán korona (DKK, krone, tsz. kroner), amely az ERM II-es árfolyamrendszerben mozog.
2015. január 19-én 0,15%-os csökkentést hajtott végre a jegybank mind betéti, mind pedig hitelezési rátáját tekintve.A dán jegybank 2015. január 22-én 0,2%-ról 0,35%-ra csökkentette a betéti rátát, illetve hitelezési rátáját 0,05%-on állapította meg.
A dán gazdaságban jelentős a szakszervezetek szerepe: a foglalkoztatottak 75%-a tagja szakszervezetnek. A legtöbb szakszervezet ernyőszervezetekbe tömörül; a legnagyobb az LO, a Dán Szakszervezeti Konföderáció, bár egyre több munkavállaló marad kívül a szakszervezeteken vagy választ független szakszervezetet.
A szakszervezetek és a munkáltatók között együttműködés van: a szakszervezetek napi szinten részt vesznek a munkahelyek menedzselésében, és képviselőik ott ülnek a legtöbb cég igazgatótanácsában. A munkarend és munkabérek kérdései a szakszervezetek és a munkáltatók tárgyalásain dőlnek el, minimális kormányzati beavatkozással. A munkanélküliségi ráta 2006 novemberében 3,6% volt (98 211 fő), a munkaképes korúak száma 2 759 392 fő (2005).
A dán kormány sikeresen teljesítette, sőt, túlteljesítette az euró bevezetéséhez szükséges konvergencia-kritériumokat, de a 2000. szeptemberi népszavazáson a dánok elutasították a közös fizetőeszköz bevezetését.

## Szociális rendszer
Dánia a skandináv jóléti modell alapján szervezi a szociális, egészségügyi és oktatási szolgáltatásokat. A mögötte álló elv szerint a juttatásokhoz minden, a követelményeknek megfelelő állampolgárnak joga van hozzáférni, tekintet nélkül foglalkoztatási és családi helyzetére. A rendszer univerzális, mindenkit lefed. Minden juttatást az egyén kap, így például a házas asszonyok jogai függetlenek a férjüktől.
Az állam a többi európai országnál lényegesen nagyobb részt vállal a jóléti juttatások finanszírozásában, ezért a jóléti rendszerrel széles alapokon (például 25%-os áfa) nyugvó és magas jövedelmi adókkal működő adórendszer párosul.

### Mezőgazdaság
Mezőgazdasága kitűnik a legkorszerűbb agrotechnikán alapuló nagy termelékenységével és külföldön is jól értékesíthető termékeivel. Az ország területének 61% mezőgazdasági terület (világviszonylatban kiemelkedő), 5% rét és legelő, 11% erdő, 23% beépített vagy terméketlen. A földek többsége 10–50 hektáros családi gazdaságok kezében van. A növénytermesztés szinte teljes egészében az állattenyésztés igényeit szolgálja. Legfontosabb termesztett növények: árpa, burgonya, rozs, valamint főként a déli területeken a búza és cukorrépa. A belterjes, gépesített istállózó állattenyésztés vezető ága, a szarvasmarha-tenyésztés tejgazdálkodással párosul. Az iparszerű baromfinevelésből származó hús és tojás is fontos exportcikk.

### Ipar
Szénhidrogén-bányászat, kőolajfinomítás, gépipar, hajógyártás, vegyipar, cementgyártás, porcelángyártás, élelmiszeripar. A gépiparhoz a kevés nyersanyagot, de jelentős tőkeberuházást és szakképzettséget kívánó gyártmányok egész sora csatlakozott (pl. műszerek, háztartási gépek, számítógépek, elektrotechnikai, elektronikai és híradástechnikai termékek).

### Kereskedelem
Külkereskedelme többletet mutat.
- Exporttermékek: gépek és járművek, élelmiszer, vegyipari termékek, nyersanyagok
- Importtermékek: műszaki berendezések és alkatrészek, vegyipari termékek, energia, nyersanyag, vasérc, acél

Főbb kereskedelmi partnerek 2017-ben:
- Export:  Németország 15,5%,  Svédország 11,6%, Egyesült Királyság 8,2%, Egyesült Államok 7,5%, Norvégia 6%, Kína 4,4%, Hollandia 4,4%
- Import:  Németország 21,3%,  Svédország 11,9%, Hollandia 7,8%, Kína 7,1%, Norvégia 6,3%, Lengyelország 4%

## Infrastruktúra

Dánia autópályái

### Közlekedés

#### Vasút

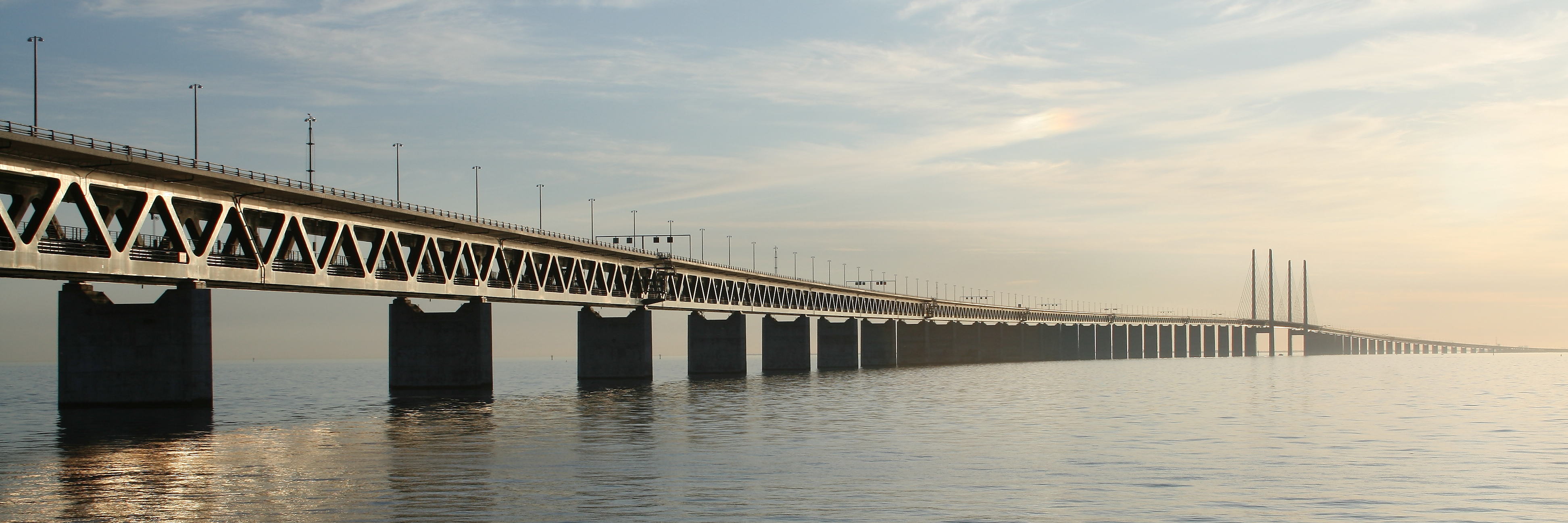
Az Øresund híd

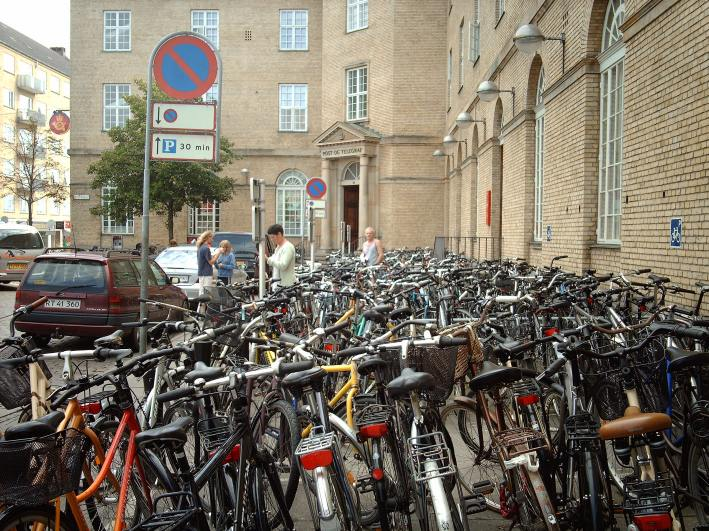
A kerékpár népszerű közlekedési eszköz a településeken

A legnagyobb vasúti szolgáltatók a személyszállításban a Danske Statsbaner (Dán Államvasutak), a teherszállításban a Railion. A 2 644 km hosszú pályahálózatot (melyből 636 km villamosított) a Banedanmark kezeli. Koppenhága egy kisebb metróhálózattal és egy kiterjedt S-tog (elővárosi vasút) hálózattal rendelkezik.

#### Légi
Dánia (és egyben Svédország és Norvégia) nemzeti légitársasága a Scandinavian Airlines System (SAS). Az ország legnagyobb repülőtere a Koppenhágai repülőtér, amely egyben Észak-Európa legforgalmasabb légi csomópontja is. Az országban összesen 92 repülőtér található, ebből 28 rendelkezik burkolt kifutópályával.

#### Vízi
A feröeri kompjáratot a Smyril Line üzemelteti, a többi kompot nagyrészt a DFDS (az Egyesült Királyság és Norvégia felé) és a Scandlines (Svédország és Németország irányába). A belvízi hajózóutak hossza 400 km. A kikötők száma 12.
A Koppenhága–Malmö Kikötő a két nemzet két városának közös kikötői hatósága.

#### Közút
A közúthálózat 72 363 km, ami magában foglal 1 032 km gyorsforgalmi utat is. A magas regisztrációs adó (180%) és hozzáadottérték-adó (25%), továbbá a világ legnagyobb jövedelemadórátája következtében az új autók rendkívül drágák. Az adó célja az autók számának korlátozása.
2007-ben a kormány a környezetbarátabb autózás érdekében enyhén csökkentette a magas futásteljesítményű autók adóját. Ennek kis hatása volt, ráadásul 2008-ban megnőtt az öreg, kevéssé üzemanyagtakarékos németországi autók importja.
Az utóbbi évtizedekben hatalmas befektetéssel közúti és vasúti összeköttetést teremtettek Fyn és Sjælland (Nagy-Bælt híd), valamint Sjælland és a svédországi Malmö között (Øresund híd).

### Távközlés
Dánia kiváló telekommunikációs hálózattal rendelkezik. A belföldi hálózat gerincét földkábelek, tenger alatti kábelek és mikrohullámú rádiókapcsolatok alkotják. A használatban lévő távbeszélő-fővonalak száma 2,824 millió (2007). A nemzetközi kapcsolatot számos tenger alatti optikai kábel biztosítja Kanada, Feröer, Németország, Izland, Hollandia, Norvégia, Lengyelország, Oroszország, Svédország és az Egyesült Királyság felé. Négy mobilkommunikációs hálózat van az országban; a használatban lévő előfizetések száma 6,243 millió (2007).
Az internet-használók száma: 5 424 169 (2016).
| Hívójel prefix | OU-OZ, XP, 5P-5Q |
| ITU zóna       | 18               |
| CQ zóna        | 14               |

## Kultúra

### Oktatás
Oktatási rendszere fejlett. A közoktatás és nagyrészt a felsőoktatás is ingyenesen hozzáférhető. Átlagosan egy évfolyam 80,3%-a végzi el a középiskolát, és 44,5%-a fejezi be a felsőfokú képzést.
Az általános iskola elnevezése „den Danske Folkeskole” (dán népiskola); itt 0–10. osztályok indulnak, melyek közül az 1–9. kötelező. Az iskolákat az önkormányzatok tartják fenn, de vannak magániskolák is, például a Waldorf iskolák.
A legsajátosabb iskolatípus az „Efterskole” (utóiskola), amely egy szabadon választható oktatási forma. Ez nagyjából egy bentlakásos iskolának felel meg, azzal a különbséggel, hogy általában egy-egy területre (például sport vagy nyelvek) koncentrál, és a tanulók számára nagyobb szabadságot biztosít. Általában egy évre (többnyire a 9. vagy a 10. évfolyamban) iratkoznak be ide.
Az oktatáshoz való egyik legfontosabb dán hozzájárulás a „folkehøjskole” (népfőiskola) intézménye, amelyet N. F. S. Grundtvig vezetett be a 19. században. Ez az oktatási forma a tesztek és osztályzás helyett a közösségi tanulásra, a felfedezésre és a gondolkodásra helyezi a hangsúlyt. A gimnázium után sokan hallgatnak néhány hónapig népfőiskolát, de a népfőiskola az élethosszig tartó tanulásnak is fontos bázisa.

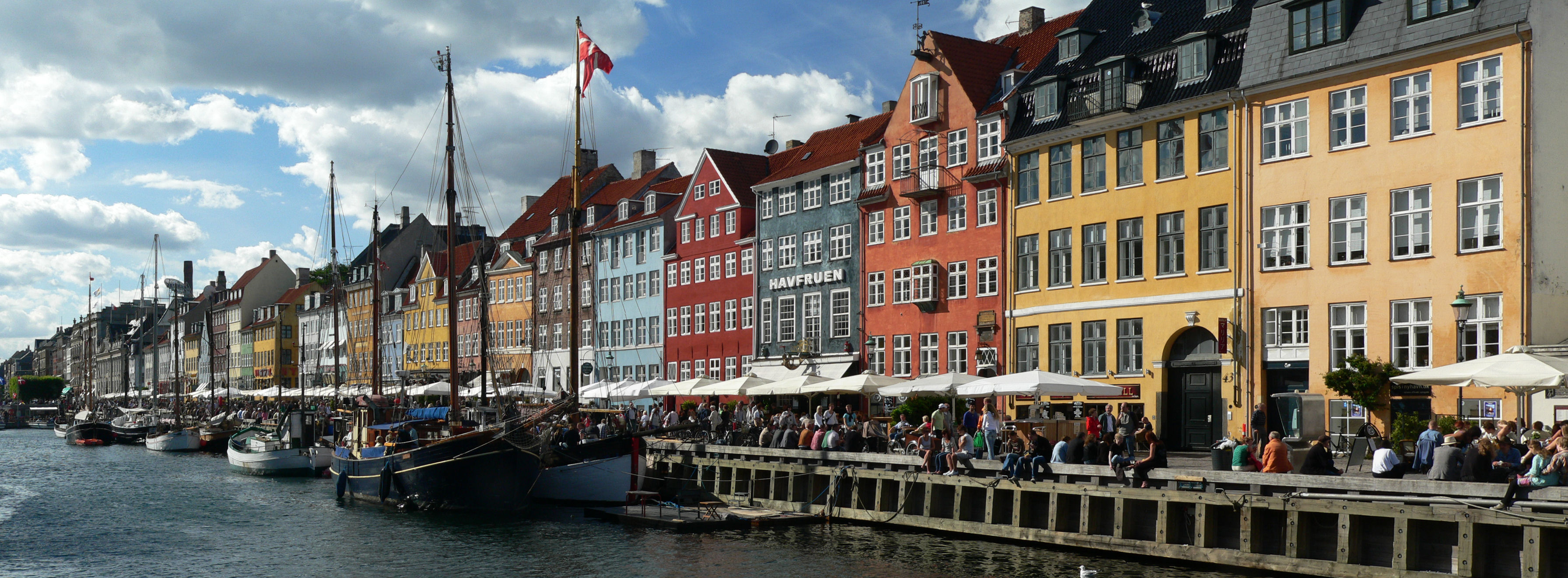
Koppenhága, Nyhavn

Dániában szívesen látják a külföldi, így a magyar diákokat is. Minden uniós állampolgár ingyenesen tanulhat az ország felsőoktatási rendszerében.

### Művészetek

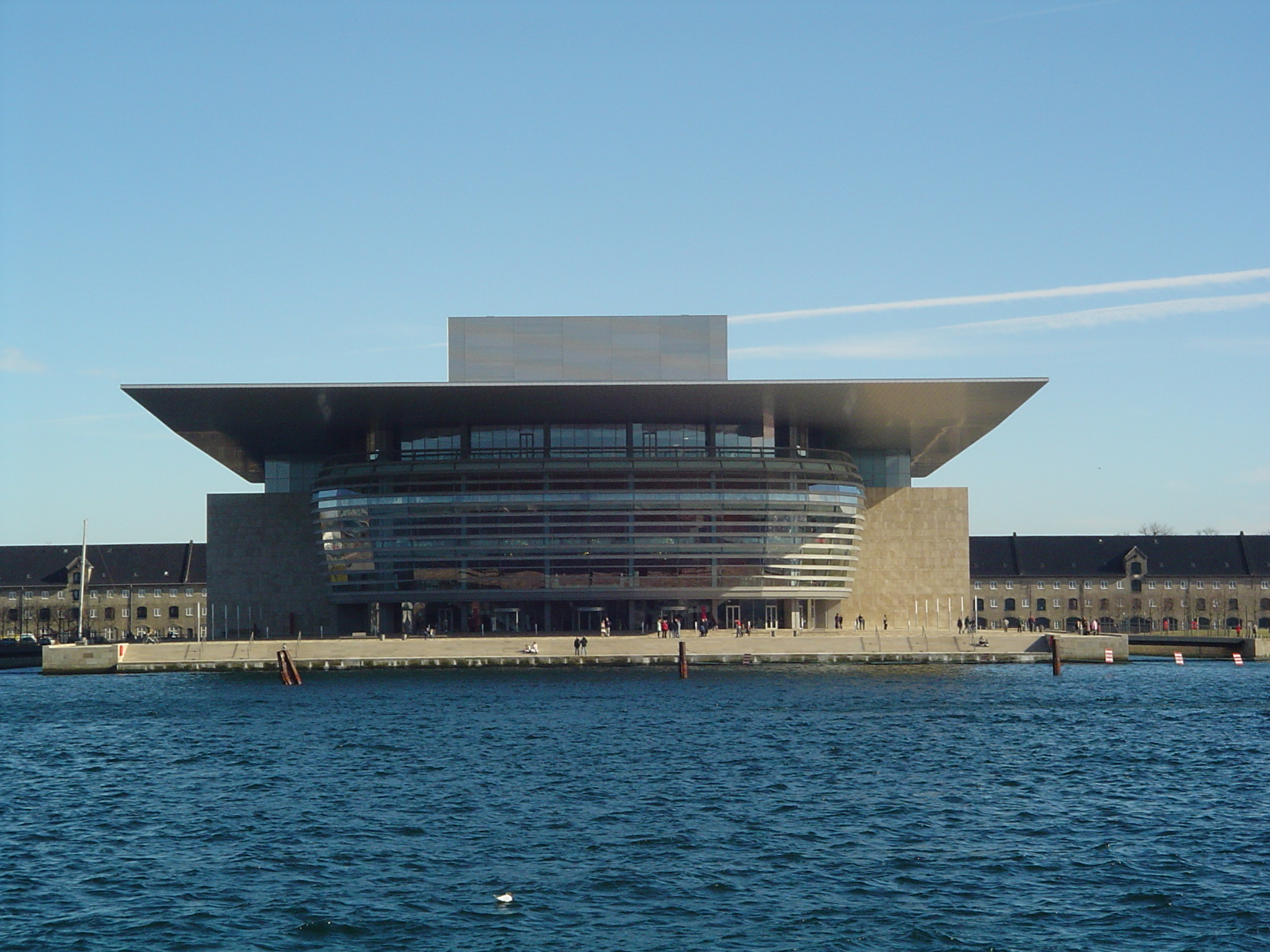
A koppenhágai Operaház

Dániában három világörökségi helyszín található: Jelling viking emlékei: a rúnakövek és a templom; a roskildei székesegyház; valamint a Kronborg várkastélya Helsingørnél. (Dániához tartozik a grönlandi Ilulissat-jégfjord is.)

#### Festészet
A dán festészet leghíresebb iskolája a skageni festők csoportja.

#### Zene

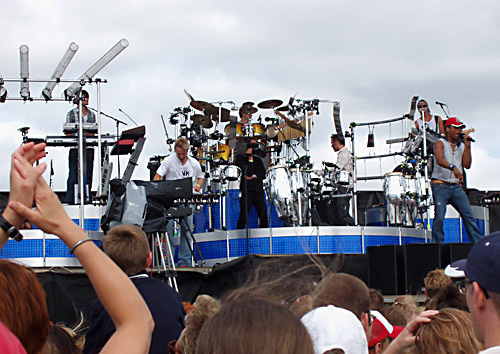
Safri Duo popegyüttes

Dánia zenei életére nagy befolyással volt a német zene, amelyet olyan híres zeneszerzők életműve is bizonyít, mint Heinrich Schütz, aki hosszú ideig királyi főkarmester volt Koppenhágában, vagy Dietrich Buxtehude, aki több évig orgonista volt Helsingørben. A 19. században kezdtek el kialakulni a dán zene jellegzetességei, elsősorban Johann Peter Emilius Hartmann és Niels Wilhelm Gade keze alatt. A századfordulón működött Carl Nielsen, akinek operáit és szimfóniáit világszerte játsszák. A könnyűzenei színpadok népszerű vendége a Nephew, vagy a Metallica együttes dobosa, Lars Ulrich. Dánia eddig három alkalommal nyerte meg az Eurovíziós Dalfesztivált, 1963-ban, 2000-ben és 2013-ban.

#### Film
Dánia a némafilm korszakában a világ negyedik film nagyhatalma volt az Egyesült Államok, Németország és Franciaország után. A hangosfilm megjelenésével elvesztette ezt a pozícióját, de az 1990-es évektől kezdve a Lars von Trier nevével fémjelezett Dogma 95 mozgalom hatására újra a mozibajárók figyelmének középpontjába került. Lars von Trier-en kívül világszerte ismert és elismert dán rendezők: Carl Theodor Dreyer, Thomas Vinterberg, Nicolas Winding Refn és Susanne Bier. Világszerte ismert dán színészek: Mads Mikkelsen, Nikolaj Coster-Waldau és Sidse Babett Knudsen.

### Gasztronómia
Dánia nemzeti étele a smørrebrød (gazdagon megrakott rozskenyérszendvics), a dán húsgombóc (Frikadeller), dán sertéssült (Skipperlabskovs) és a dán hurka (Pølse). Ezenkívül igen sokféle különböző halételt fogyasztanak. Hagyományos desszertjeik a különféle gyümölcsszószok (frugtgrød). Igen híresek a dán sörök, különösen a Carlsberg, a Tuborg és a Faxe.

## Ünnepek
- Január 1. – Újév
- Április 16. – II. Margit királynő születésnapja
- Június 5. – Az alkotmány napja
- December 25. – Karácsony

## Turizmus

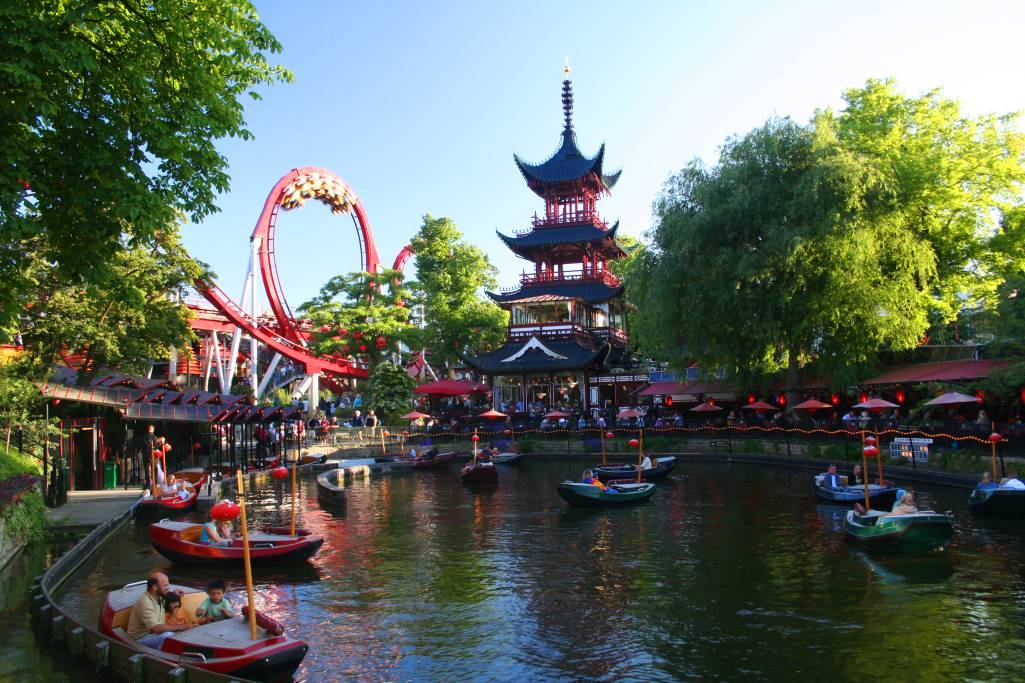
A koppenhágai Tivoli szórakozónegyed

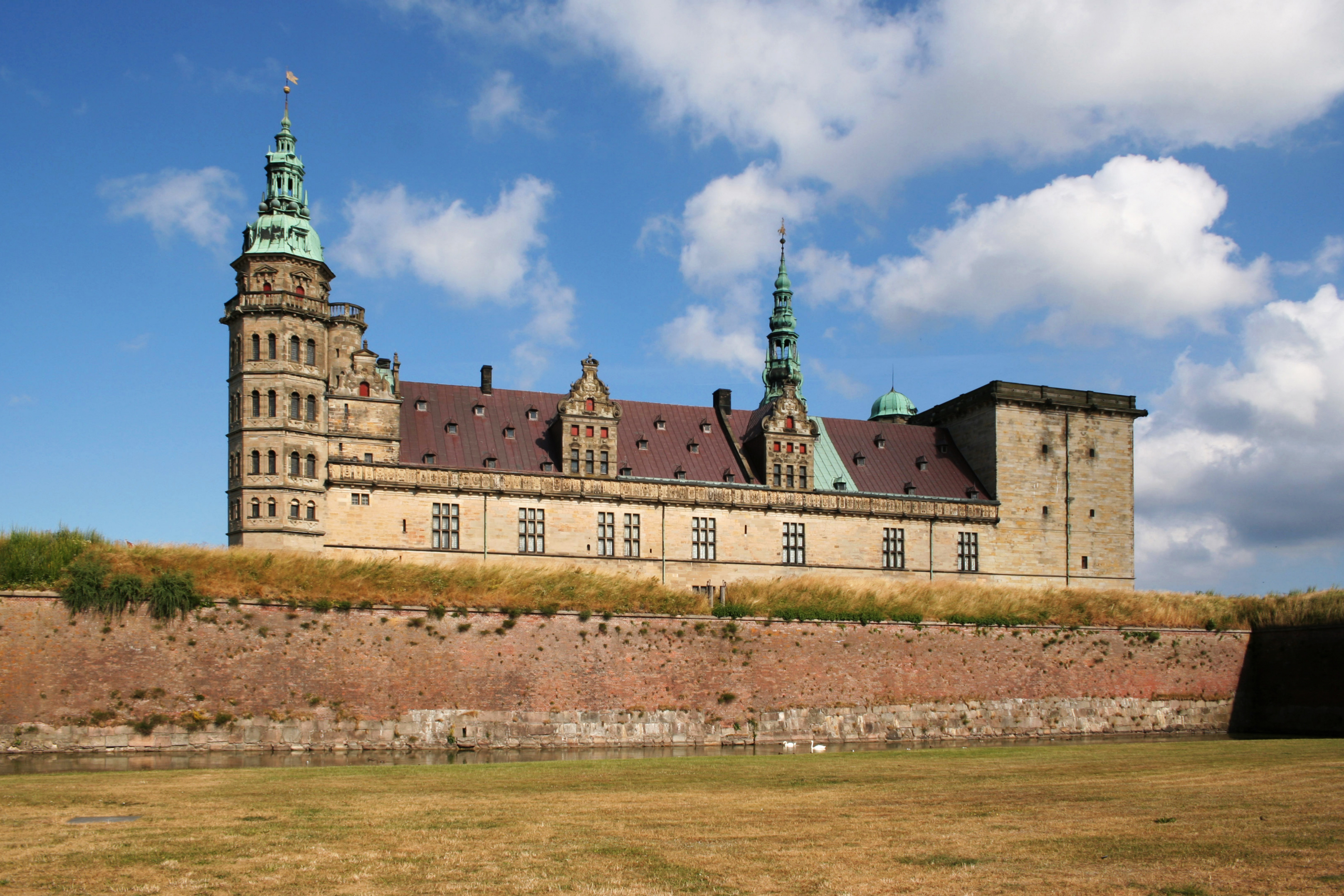
Kronborg-kastély, Hamlet híres vára

Dánia Skandinávia második leglátogatottabb országa Svédország után: 2006-ban 4,7 millió látogató kereste fel.
A legkedveltebb turisztikai látnivalók Sjælland és Fyn szigetén találhatók, ezenkívül számos kisebb sziget nyújt még a természetjáróknak kiváló kirándulási lehetőséget.

### Látnivalók
- Århus: Den Gamle By (Óváros), Dóm
- Aalborg: Ålborghus, Heiliggeistkloster (1437)
- Billund: LEGOLAND
- Helsingør: a Marienlyst-kastély és a Kronborg-kastély (Hamlet vára, a világörökség része)
- Hirtshals: Európa legnagyobb tengeri akváriuma
- Jelling: Jelling viking emlékei (a világörökség része)
- Koppenhága: Tivoli, Amalienborg (királyi palota), kikötő
- Lyø szigetének hagyományőrző falvai
- Odense: Andersen szülőháza, Den Fynske Landsby skanzen
- Ribe: 12. századi óváros (Dóm, városháza, domonkos kolostor)
- Roskilde: Roskildei székesegyház (a világörökség része), Roskilde-fesztivál
- Sønderborg: bányamúzeum, a város melletti Dybbøl falu az 1864-es csatavesztés nemzeti emlékhelye, malma Dánia nemzeti jelképe
- Skagerrak tengerparti homokdűnéi
- Skagen: a Skagenmaler impresszionista művésztelep múzeuma
- Ærøskøbing: óváros és gótikus templom (Europa Nostra-díj, 2002)

## Sport

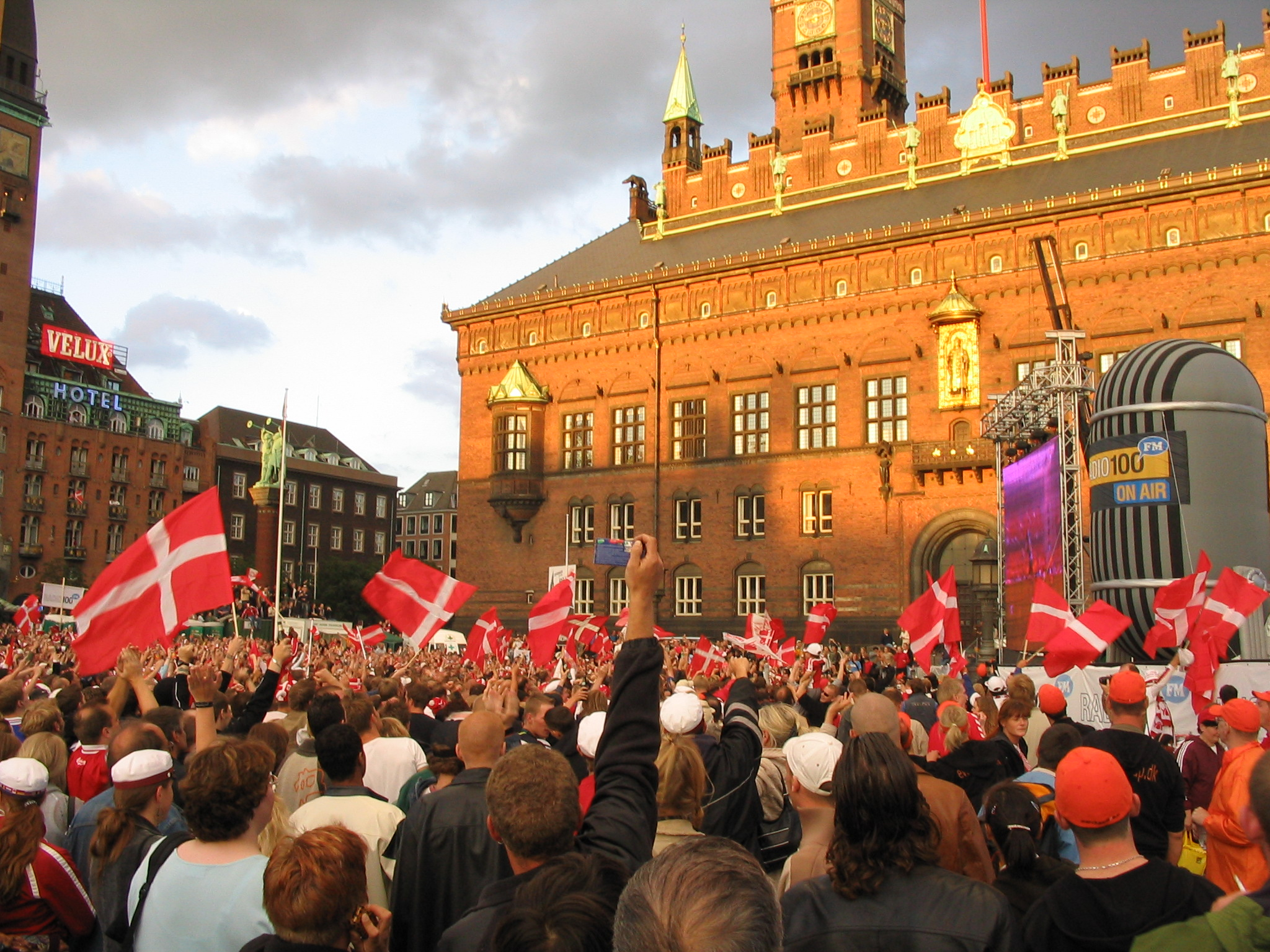
Kivetítőn focimeccset néző tömeg Koppenhágában

Caroline Wozniacki teniszezőnő

A legnépszerűbb sportok Dániában a labdarúgás és a kézilabda. A női kézilabda-csapat 1996-ban, 2000-ben és 2004-ben is olimpiát nyert.
A hosszú partszakasz kiváló lehetőséget nyújt a vitorlázáshoz és más vízisportokhoz. A Sjælland körüli regatta egy Helsingørből induló, 2-3 napig tartó vitorlásverseny.
A sík terület miatt a kerékpározás is rendkívül népszerű. Koppenhága fejlett kerékpárúthálózattal rendelkezik, és a mindennapi közlekedésben is nagy a kerékpárhasználat aránya, amit a „kerékpárosok városa” márkanévvel is erősítenek.
A dán sportolók tollaslabdában is a világ élvonalához tartoznak; a sportágat becslések szerint négy-ötszázezren űzik az országban.

### Olimpia
Dánia eddig 41-szer nyert az olimpiai játékok alatt. A legeredményesebb sportág a vitorlázás.
- Bővebben: Dánia az olimpiai játékokon

### Labdarúgás
A Dán labdarúgó-válogatott igen eredményes csapat. Fontosabb eredményeik:
- Európa-bajnokság:
  - Aranyérem: 1992
- Olimpia:
  - Aranyérem: 1906
  - Ezüstérem: 1908, 1912

### Hivatalos
- Dán Királyság – hivatalos honlap (angol, részben német, francia, spanyol is)
- Visit Denmark – hivatalos turisztikai honlap (angol, német, spanyol, olasz)
- Dán Statisztikai Hivatal (angol)

### Általános
- Szűcs R. Gábor: Dánia, Változó Világ 34., Budapest 2004.
- Komlós Attila: Dánia - Hetedhéthatár
- dánia.lap.hu – Dánia Lap – minden, ami Dánia (www.dania.lap.hu) (magyar)
- Dánia Térkép Kalauz Archiválva 2008. február 9-i dátummal a Wayback Machine-ben
- Dánia térképe (angol)